# Кэри, Луциус, 15-й виконт Фолкленд
Люциус Эдвард Уильям Плантагенет Кэри, 15-й виконт Фолкленд (англ. Lucius Edward William Plantagenet Cary, 15th Viscount of Falkland; род. 8 мая 1935) — британский дворянин и политик, носивший титул учтивости — мастер Фолкленд с 1961 по 1984 год.

## Происхождение и образование
Родился 8 мая 1935 года. Старший из четырех детей и единственный сын Луциуса Кэри, 14-го виконта Фолкленда (1905—1984), и Констанс Мэри Берри (? — 1995), дочери капитана Эдварда Берри. Виконт Фолкленд — старший виконт в пэрстве Шотландии, созданный в 1620 году королем Шотландии Яковом VI Стюартом.
Кэри получил образование в колледже Веллингтона в Беркшире. Служил вторым лейтенантом в 8-й королевском ирландском гусарском полку.

## Политическая карьера
Кэри сменил своего отца в качестве 15-го виконта Фолкленда в 1984 году и заседал в Палате лордов от Социал-демократической партии, позже присоединившись к Либеральным демократам. После удаления большинства наследственных пэров в соответствии с Законом Палаты лордов 1999 года он был одним из девяноста двух избранных, которые получили право заседать в Палате лордов. В 2011 году виконт Фолкленд покинул либеральных демократов и теперь сидит как беспартийный. Он является сторонником гуманистов Великобритании и был вице-президентом Королевского общества Стюартов с 2015 года (его предки были ярыми якобитами, и он носит титул 10-го графа Фолкленда в Великобритании).

## Семья
26 апреля 1962 года виконт Фолкленд женился первым браком на Кэролайн Энн Батлер, дочери генерал-лейтенанта Джорджа Батлера. Они развелись в 1990 году. У супругов было четверо детей:
- Достопочтенный Люциус Александр Плантагенет Кэри, мастер Фолкленд (род. 1 февраля 1963), старший сын и преемник отца. С 1993 года женат на Линде Перл, от брака с которой у него один сын
- Достопочтенная Камилла Энн Кэри (3 февраля 1965 — 6 июня 1972)
- Достопочтенная Саманта Камилла Кэри (род. 30 марта 1973)
- Достопочтенная Люсинда Мэри Кэри (род. 11 декабря 1974)

12 сентября 1990 года он вторично женился на Николь Макки, от которой у него есть один ребенок:
- Достопочтенный Чарльз Байрон Милберн Кэри (род. 1992)